# 奧伯林 (堪薩斯州)
奧伯林（英語：Oberlin）是一個位於美國堪薩斯州第開特縣的城市。同時該地也是第開特縣的縣治。

## 地方資料
奧伯林的座標為39°49′16″N 100°31′42″W / 39.82111°N 100.52833°W，而該地的海拔高度為781米（即2562英尺）。根據2010年美國人口普查，該地共人口1644人，而該地的面積約為4.95平方千米。